# Wouldham
Wouldham är en ort och civil parish i grevskapet Kent i sydöstra England. Orten ligger i distriktet Tonbridge and Malling, cirka 5 kilometer sydväst om Rochester. Civil parishen hade 2 774 invånare vid folkräkningen år 2021.